# Noura Mint Seymali

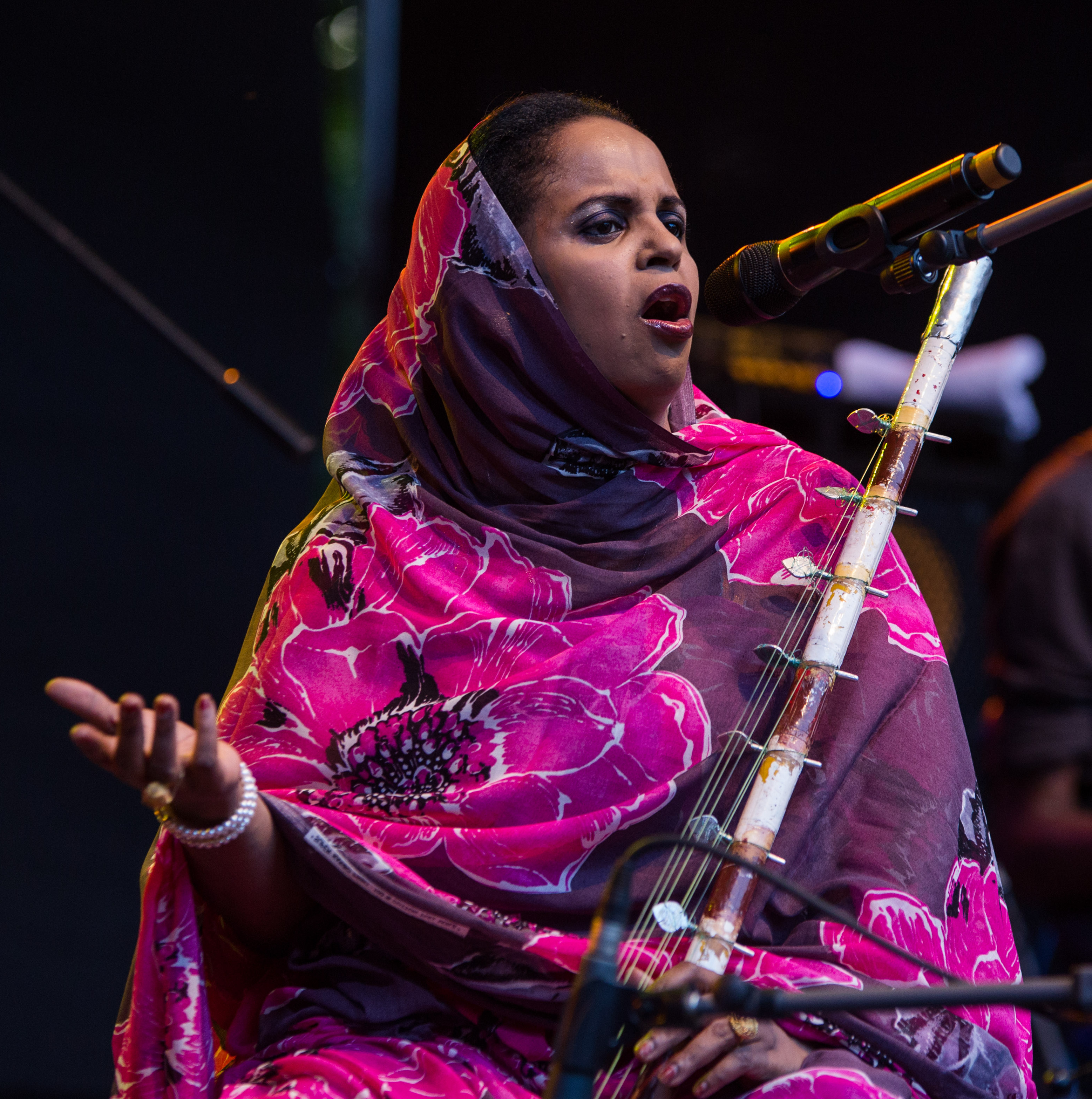
Noura Mint Seymali (2015)

Noura Mint Seymali (* vor 1975 in Nouakchott) ist eine mauretanische Griot, Sängerin und Spielerin der Winkelharfe Ardin.

## Biographie
Noura Mint Seymali wuchs in der mauretanischen Hauptstadt Nouakchott auf. Ihr Vater Seymali Ould Ahmed Vall und ihre Stiefmutter Dimi Mint Abba (1958–2011), sind beide wichtige Persönlichkeiten in der mauretanischen Musikszene. Seymali ist Komponist, von dem eine bekannte Interpretation der mauretanischen Nationalhymne stammt. Ihre Stiefmutter Dimi war eine der bekanntesten Sängerinnen Mauretaniens und bekannt als „Diva der Wüste“. Im Alter von 13 Jahren begann Noura für sie zu komponieren und begleitete sie als Backgroundsängerin auf ihren Touren. In ihrer Familie erlernte sie das Spielen der Ardin, einer neunsaitigen Winkelharfe und gewann von klein auf Erfahrung mit Bühnenauftritten.
Nach der Hochzeit mit ihrem Gitarristen Jeiche Ould Chighaly trat Noura mit ihm gemeinsam als Musiker auf Hochzeiten auf. 2004 gründeten sie ihre erste Band. 2014 veröffentlichten sie ihr erstes Album „Tzenni“ bei Glitterbeat Records. Die Band trat auf Musikfestivals in aller Welt wie dem globalFEST im kanadischen Calgary, dem Festival au Désert in Mali und dem Hayy Festival in Ägypten auf.
2018 beherbergte Noura die malische Tuareg-Band Tinariwen während ihrer Reise durch Mauretanien und wirkte auf deren 2019er Album „Amadjar“ mit.
Mitglieder ihrer Band sind Jeiche Ould Chighaly an der Gitarre und Tidinit, Ousmane Tour am E-Bass, Matthew Tinari am Schlagzeug, Ayniyana Chighaly im Begleitgesang und an der Ardin und Mayassa Hemed Vall im Begleitgesang und an der Percussion.
2021 realisierten Noura Mint Seymali und Jeiche Ould Chighaly ein Projekt mit dem Titel Sahariennes, ein Treffen von vier Frauen aus vier Gebieten mit Souad Asla (Algerien), Malika Zarra (Marokko) und Dighya Moh Salem (Westsahara).
Sie bezeichnet sich selbst als nicht-politisch. In ihren Texten gehe es um Gott und den muslimischen Glauben, aber sie ruft auch Frauen dazu auf, ihr Leben selbst in die Hand zu nehmen. Ihre Musik steht in einer jahrhundertealten Tradition und verwendet Elemente der arabischen und westafrikanischen Musik, und kombiniert dies immer wieder mit Rhythmen und Sounds aus dem Blues und Rock.
In Mauretanien heißen Musiker und Geschichtenerzähler der Griots auf Hassania Iggāwen (Singular Iggīw). Sowohl Frauen als auch Männer können Griots sein. Die Frauen spielen die Ardin, die Männer spielen die Laute Tidinit, heute aber auch die E-Gitarre, begleitet von elektrischer Bassgitarre, Perkussion, Trommeln, Rahmentrommeln und Schlagzeug.

## Diskographie
- Tarabe (2006)
- El Howl (2010)
- Azawan (2012) (EP)
- Azawan II (2013) (EP)
- Tzenni (2014)[3]
- Arbina (2016)